# Новый Мир (Поспелихинский район)
Новый Мир — посёлок в Поспелихинском районе Алтайского края России. Входит в состав Красноярского сельсовета.

## География
Расположен на правом берегу протоки реки Алей — Башмачихе, в 3,5 км к юго-водостоку от центра сельского поселения села Красноярского.

## Население
| 1997 | 1998 | 1999 | 2000 | 2001 | 2002 | 2003 | 2004 | 2005 | 2006 |
| ---- | ---- | ---- | ---- | ---- | ---- | ---- | ---- | ---- | ---- |
| 148  | ↘137 | ↗139 | ↘134 | ↘121 | ↘109 | ↗113 | ↘99  | ↗101 | ↘80  |
| 2007 | 2008 | 2009 | 2010 | 2011 | 2012 | 2013 | 2014 |      |      |
| ↘63  | ↘59  | ↘55  | ↘50  | ↗51  | ↘45  | ↘43  | ↘39  |      |      |

Национальный состав
Согласно результатам переписи 2002 года, в национальной структуре населения русские составляли 98 %.